# August Franz von Haxthausen
August Franz von Haxthausen (Brakel, 1792 – Hannover, 1866) è stato un agronomo tedesco.
Fu incaricato da Federico Guglielmo IV di Prussia di indagare sui sistemi agrari prussiani e da Nicola di Russia di indagare su quelli russi. Fu conservatore e parlamentare (1847); sostenne Otto von Bismarck.